# Sıla (cantant)
Sıla Gençoğlu (Denizli, 17 de juny de 1980), més coneguda com a Sıla, és una cantant de pop turca. El seu àlbum Konuşmadığımız Şeyler Var (hi ha coses que n'hem parlat) de 2010 va entrar en les llistes d'èxits. El 2010 i 2011, quan el seu nom sonava per al Festival de la Cançó d'Eurovisió, deia que no li interessava participar-hi.